# Horizonte
Horizonte és un programa de televisió espanyol dirigit i presentat pel periodista Iker Jiménez. Va ser creat per a abordar la pandèmia de COVID-19 de 2020 amb la presència de metges i experts, devent la seva existència a l'èxit d'un monogràfic similar en el programa de Cuatro Cuarto Milenio, també presentat per Jiménez, però posteriorment va estendre el seu abast a altres temàtiques d'actualitat, com la política, les cièncias i el periodisme. Va tenir el seu primer recorregut en el prime time de Telecinco amb notoris índexs d'audiència, havent arribat a tenir gairebé tres milions d'espectadors en el seu cinquè episodi, abans de ser traslladat a la mateixa franja de Cuatro.

## Història
Al març de 2020, el programa de recerca Cuarto Milenio va ser notícia a causa d'una sèrie d'episodis, dedicats a la llavors incipient pandèmia de COVID-19, en els quals diverses taules d'experts predeien amb setmanes d'antelació el impacte estatal que tindria el virus. Entre els convidats es trobaven metges i científics com Tomás Camacho, Miguel Ángel Pertierra, José Miguel Gaona, Julio Mayol, César Carballo y Javier Cantón, així com divulgadors de geopolítica com el coronel Pedro Baños i Pablo Fuente, que acudien al programa de manera periòdica. L'impacte mediàtic va ser tal que, quan Cuarto Milenio degué cessar la seva emissió a causa de la situació, el seu presentador Iker Jiménez es va veure obligat a desmentir rumors d'una supressió política per part del govern d'Espanya, la gestió del qual de la pandèmia havia estat blanc freqüent de crítiques en el programa.
Al setembre, amb motiu del seu anticipat retorn a la televisió, Cuarto Milenio va produir un especial de dues parts destinat a continuar rebent informació sobre el virus. La primera d'elles, titulada Origen, es va estrenar el 6 de setembre, duplicant les audiències habituals de Cuarto Milenio amb un 13,3% de share, i a la setmana següent li seguiria Horitonte, amb un 11,6% de quota. A causa de l'èxit d’ambdós programes, es va promoure la creació d'un espai independent on es continuaria amb la divulgació de tot el concernent a la pandèmia, portant de nou als experts habituals de Cuarto Milenio juntament amb nous convidats. El titulat Informe Covid con Iker Jiménez es va estrenar el dia 24, amb resultats similars als d’Origen, i la seva emissió es va tornar setmanal, paral·lela a la del propi Cuarto Milenio. El 22 d'octubre va canviar el seu nom a Horizonte: Informe Covid, aconseguint aquest dia la seva màxima audiència gràcies a una entrevista en exclusiva, la primera concedida a Europa continental, amb la polèmica viròloga xinesa Li-Meng Yan. Un altre episodi seria destinat a analitzar les seves declaracions.
A inicis de 2021, arran d'un episodi especial el 7 de gener, el programa va deixar de centrar-se únicament en la pandèmia i va començar a abordar altres àmbits sociopolítics i científics, debutant amb una exploració del Big Data i la manipulació mediàtica de la xarxes socials. La setmana següent es va traslladar de Telecinco a Cuatro, escurçant el seu títol a Horizonte i convertint Informe Covid en un espai intern, i va debutar en la nova cadena amb una anàlisi en directe de la investidura presidencial de Joe Biden als Estats Units. El programa va finalitzar la seva primera temporada al juny i va ser renovat per a una segona estrenada al setembre. En 2022, durant el recorregut de la seva tercera temporada, la Federación de Asociaciones de Radio y Televisión de España va concedir a Horizonte l'Antena de Oro 2022 en la categoria de Televisió, en la 49a edició d'aquests premis.

## Equip del programa

### Presentadors
- Iker Jiménez (direcció i presentació)
- Carmen Porter (subdirecció i copresentació)
- Nicolás Rodríguez (presentació de segment)

### Convidats (Informe Covid)
- José Alcamí (viròleg i microbiòleg, Instituto de Salud Carlos III)
- Jorge Alió (oftalmòleg, Universitat Miguel Hernández)
- Francisco de Asís de Ribera (enginyer i analista, Universitat Pontifícia Comillas)
- José Bismarck Poveda (microbiòleg, Universitat de Las Palmas de Gran Canaria)
- Francois Balloux (biòleg, University College de Londres)
- Pedro Baños (coronel del Exèrcit de Terra)
- Quique Bassat (metge i epidemiòleg, ICREA)
- Tomás Camacho (metge i toxicòleg, Anàlisis Clíniques Vithas Lab)
- Carmen Cámara (mèdic e immunòloga, Societat Espanyola d'Immunologia)
- Javier Cantón (viròleg, Medialab UGR)
- César Carballo (metge, Hospital Ramón y Cajal)
- Alina Chan (biòloga, Institut de Tecnologia de Massachusetts)
- Simon Clarke (microbiòleg, Universitat de Reading)
- Eduardo López Collazo (immunòleg, Hospital Universitari La Paz)
- Alfredo Corell (immunòleg, Societat Espanyola d'Immunologia)
- Mireia Coscolla (biòloga, Institut de Biologia Integrativa de Sistemes)
- Sergio Flores Villar (metge, Hospital Universitari MutuaTarrasa)
- José Miguel Gaona (metge i psiquiatre, Associació Europea de Psiquiatria)
- Toni García Arias (professor de educació primària)
- Amós García Rojas (epidemiòleg, Associació Espanyola de Vacunología)
- Fernando García-Sala (metge, Societat Espanyola de Pediatria)
- Adolfo García-Sastre (metge, Hospital Monte Sinaí)
- Marc Gil (tècnic d'emergències)
- Àfrica González (immunòloga, Centre de Recerques Biomèdiques)
- José Félix Hoyos (epidemiòleg, Metges del Món)
- José Luis Jiménez (químic, Universitat de Colorado)
- Iuan Lee (periodista i activista)
- Richard Lessells (metge, Universitat de KwaZulu-Natal)
- Daniel López Acuña (epidemiòleg)
- Salvador Macip (biòleg, Universitat de Leicester)
- Manuel Martínez-Sellés (metge, Col·legi de Metges de Madrid)
- José María Martín Moreno (epidemiòleg, Universitat Harvard)
- Luis Enrique Martín Otero (coronel del Exèrcit de Terra, Xarxa Espanyola de Laboratoris d'Alerta Biològica)
- Li-Meng Yan (viròloga, Universitat d'Hong Kong)
- Martin Michaelis (farmacèutic, Universitat de Kent)
- María Montoya (viròloga i immunòloga, Centre Superior de Recerques Científiques)
- Muhammad Munir (viròleg, Universitat de Lancaster)
- Luke A. J. O'Neill (bioquímic, Trinity College de Dublín)
- Raúl Ortiz de Lejarazu (viròleg i microbiòleg, Centre Nacional de Grip de Valladolid)
- Paolo Palma (immunòleg, Hospital Infantil Bambino Gesú)
- Miguel Ángel Pertierra (metge, Col·legi de Metges de Màlaga)
- Roi Piñeiro (metge, Associació Espanyola de Pediatria)
- Miguel Pita (biòleg, Universitat Autònoma de Madrid)

microbiòleg, Clínica Universitat de Navarra)
- David Rodríguez Lázaro (microbiòleg, Universitat de Burgos)
- Kaled Safadi (metge, Safadi Group)
- Tomás Segura (neuròleg, Hospital Universitari d'Albacete)
- Rafael Toledo (immunòleg i parasitòleg, Universitat de València)
- José Antonio Trujillo (metge, Col·legi de Metges de Màlaga)
- Fernando Uribarri (metge, Hospital Sant Rafael)

### Invitats (altres)
- Jesús Martín Lupión (Expert en Mitjà social i Criptomonedas)
- Daniel Álvarez (vicepresident de ANARMA)
- Jesús Argumosa Pila (general de l'Exèrcit de Terra)
- José Luis Barceló Mezquita (periodista)
- Silvia Barrera (inspectora del Cos Nacional de Policia)
- Alán Barroso (youtuber i politòleg)
- Juan Bordera (ecoactivista)
- Bot Ruso (astroturfer)
- José Cabrerametge i psiquiatre forense)
- Sergio Candanedo (youtuber)
- Antonio Miguel Carmona (analista, economista i polític)
- Mayte Carrasco (periodista i documentalista)
- Pablo J. Conellie (inspector del Cos Nacional de Policia)
- José Luis Cordeiro (enginyer i economista)
- Laura Cuesta (analista, Universitat Camilo José Cela)
- Jorge Dezcallar (diplomàtic)
- Francisco Fernández (empresari, DIO Express)
- Jorge Fernández Díaz (polític)
- Anne Fornier (vulcanòloga)
- Eric Frattini (periodista i escriptor)
- Roma Gallardo (youtuber)
- José Ángel Gallegos (advocat i activista, Prou Especulació!)
- Jano García (analista i economista)
- Toni García Arias (professor de educació primària)
- Pilar García de la Granja (periodista)
- José Manuel García Margallo (polític)
- Manuel Gazapo (analista, Observatori Internacional de Seguretat)
- Chema Gil (expert en terrorisme, Observatori Internacional de Seguretat)
- Conrado Giménez (empresari, Fundació Padrina)
- Serafín Giraldo (inspector del Cos Nacional de Policia)
- Juan Carlos Girauta (periodista i escriptor)
- Rubén Gisbert (youtuber i advocat)
- Judith Hidalgo (economista, ACTUA)
- José Jiménez Planelles (expert en armament i perit criminalista)
- Garry Kasparov (jugador d'escacs)
- Roberto Lloreda (informàtic)
- Mabel Lozano (directora de cinema i actriu)
- Jesús Miguel Ibáñez Godoy (físic, Universitat de Granada)
- Juan Antonio Moliner (general de l'Exèrcit de l'Aire)
- Maite Mompó (ecoactivista)
- Manuel Morato (coronel de l'Exèrcit de Terra)
- Sara Muñoz Santos (economista)
- Álex N. Lachhein (naturalista de camp)
- Javier Nart (periodista i polític)
- Enrique Navaro (empresari, consultor en defensa)
- Ángel Niño (enginyer, economista i polític)
- Selva Orejón (perit judicial i analista, Universitat de Barcelona)
- Antonio Pampliega (periodista)
- Alfredo Perdiguero (sotsinspector del Cos Nacional de Policia i polític)
- María de Quesada (periodista i escriptora, Asociación La Niña Amarilla)
- Marcos de Quinto (empresari i polític)
- Román Reyes (director de cinema i actor, Stop Suicidios)
- Gullermo Rocafort (advocat i economista)
- Juan Rodríguez Garat (almirall de la Armada Espanyola)
- Roenlared (youtuber)
- Miguel Sebastián (economista i polític)
- Liu Sivaya (periodista i politòloga)
- Juan Soto Ivars (periodista i escriptor)
- Antonio Tovar (investigador, Institut de Ciències Marines d'Andalusia)
- Josema Vallejo (Guàrdia Civil i treballador social)
- José Antonio Vázquez Taín (jutge i escriptor)
- Samuel Vázquez (policia, Una Policía para el S.XXI)
- Paz Velasco (advocada i criminòloga)
- Enrique de Vicente (periodista i sociòleg)
- Wall Street Wolverine (youtuber)
- Jordi Wild (youtuber)

## Temporades
| Temporada | Temporada | Episodis | Estrena                | Final                | Audiència mitjana | Audiència mitjana | Audiència mitjana |
| Temporada | Temporada | Episodis | Estrena                | Final                | Espectadors       | Quota             |                   |
| --------- | --------- | -------- | ---------------------- | -------------------- | ----------------- | ----------------- | ----------------- |
| 1         |           | 17       | 17 de setembre de 2020 | 7 de gener de 2021   | 1 963 000         | 12,0%             |                   |
| 1         |           | 23       | 20 de gener de 2021    | 24 de juny de 2021   | 694 000           | 6,7%              |                   |
| 2         |           | 42       | 9 de setembre de 2021  | 14 de juliol de 2022 | 622 000           | 7,0%              |                   |

### Audiències i episodis

#### Primera temporada
| Núm. | Títol                                                                    | Data d'emissió         | Audiència | Percentatge d'audiència |
| ---- | ------------------------------------------------------------------------ | ---------------------- | --------- | ----------------------- |
|      |                                                                          |                        |           |                         |
| 1    | La incidencia de la pandemia en los niños                                | 17 de setembre de 2020 | 2 075 000 | 13,7%                   |
| 2    | Las vías de transmisión del COVID-19                                     | 24 de setembre de 2020 | 2 113 000 | 13,3%                   |
| 3    | ¿Qué hemos hecho mal?                                                    | 1 d'octubre de 2020    | 2 175 000 | 14,0%                   |
| 4    | En busca de la vacuna                                                    | 8 d'octubre de 2020    | 1 788 000 | 11,2%                   |
| 5    | El papel de la genética en la pandemia                                   | 15 d'octubre de 2020   | 1 897 000 | 12,4%                   |
| 6    | Sorprendente entrevista exclusiva a Li-Meng Yan                          | 22 d'octubre de 2020   | 2 907 000 | 18,2%                   |
| 7    | Nuevas declaraciones de Li-Meng Yan y la sorprendente situación de Wuhan | 29 d'octubre de 2020   | 2 307 000 | 14,7%                   |
| 8    | Las secuelas del coronavirus                                             | 4 de novembre de 2020  | 2 038 000 | 11,5%                   |
| 9    | La prevención del COVID en centros educativos                            | 11 de novembre de 2020 | 1 907 000 | 10,6%                   |
| 10   | El COVID y los jóvenes                                                   | 18 de novembre de 2020 | 1 947 000 | 11,3%                   |
| 11   | ¿Por qué es el coronavirus un virus tan extraño?                         | 25 de novembre de 2020 | 1 781 000 | 10,4%                   |
| 12   | COVID antes de la pandemia                                               | 2 de desembre de 2020  | 1 907 000 | 10,9%                   |
| 13   | Mutación. Un virus en constante cambio                                   | 9 de desembre de 2020  | 1 666 000 | 9,6%                    |
| 14   | Armas contra el COVID                                                    | 16 de desembre de 2020 | 1 796 000 | 10,4%                   |
| 15   | La nueva cepa                                                            | 23 de desembre de 2020 | 1 720 000 | 10,1%                   |
| 16   | La batalla de los datos                                                  | 30 de desembre de 2020 | 1 758 000 | 10,3%                   |
| 17   | Edición especial                                                         | 7 de gener de 2021     | 1 591 000 | 11,4%                   |
|      |                                                                          |                        |           |                         |
| 18   | Estados Unidos, en la encrucijada                                        | 20 de gener de 2021    | 744 000   | 6,9%                    |
| 19   | Youtubers exiliados en Andorra                                           | 27 de gener de 2021    | 976 000   | 8,8%                    |
| 20   | La peligrosidad del covid con las nuevas cepas                           | 3 de febrer de 2021    | 813 000   | 7,4%                    |
| 21   | La sociedad ofendida                                                     | 10 de febrer de 2021   | 704 000   | 6,9%                    |
| 22   | La incógnita del covid, un año después                                   | 17 de febrer de 2021   | 823 000   | 8,0%                    |
| 23   | ¿Quién prende la mecha de la violencia callejera?                        | 24 de febrer de 2021   | 727 000   | 7,6%                    |
| 24   | La trama tras el 'Barçagate'                                             | 3 de març de 2021      | 702 000   | 6,6%                    |
| 25   | La llamada Guerra X                                                      | 10 de març de 2021     | 625 000   | 6,1%                    |
| 26   | La vacuna de AstraZeneca                                                 | 17 de març de 2021     | 745 000   | 7,6%                    |
| 27   | El amianto, ¿puede producir la muerte?                                   | 24 de març de 2021     | 558 000   | 5,4%                    |
| 28   | La claves de la cepa británica                                           | 31 de març de 2021     | 921 000   | 7,9%                    |
| 29   | AstraZeneca, bajo lupa                                                   | 7 d'abril de 2021      | 602 000   | 5,5%                    |
| 30   | AstraZeneca, en el centro de la polémica                                 | 14 d'abril de 2021     | 557 000   | 5,3%                    |
| 31   | Los expertos analizan la vacuna española                                 | 22 d'abril de 2021     | 584 000   | 5,7%                    |
| 32   | La India, una bomba vírica del COVID-19                                  | 29 d'abril de 2021     | 630 000   | 6,1%                    |
| 33   | Olivia y Anna: Sin rastro                                                | 6 de maig de 2021      | 588 000   | 5,6%                    |
| 34   | El lenguaje inclusivo                                                    | 13 de maig de 2021     | 581 000   | 4,9%                    |
| 35   | ¿Que está ocurriendo en Ceuta?                                           | 20 de maig de 2021     | 513 000   | 5,3%                    |
| 36   | Rastreando los orígenes del COVID                                        | 27 de maig de 2021     | 502 000   | 5,4%                    |
| 37   | Gripe aviar, ¿Nueva amenaza?                                             | 3 de juny de 2021      | 472 000   | 4,9%                    |
| 38   | La hipótesis del caso de Anna y Olivia                                   | 10 de juny de 2021     | 1 143 000 | 12,3%                   |
| 39   | Retos virales                                                            | 17 de juny de 2021     | 853 000   | 9,2%                    |
| 40   | Señales en el cielo                                                      | 24 de juny de 2021     | 613 000   | 6,9%                    |

#### Segona temporada
| Núm. | Títol                                              | Data d'emissió         | Audiència | Percentatge d'audiència |
| ---- | -------------------------------------------------- | ---------------------- | --------- | ----------------------- |
|      |                                                    |                        |           |                         |
| 1    | Afganistán y la pandemia                           | 9 de setembre de 2021  | 447 000   | 5,3%                    |
| 2    | Brutales agresiones: ¿Qué hay detrás?              | 16 de setembre de 2021 | 463 000   | 5,7%                    |
| 3    | Erupción volcánica en La Palma                     | 23 de setembre de 2021 | 675 000   | 7,5%                    |
| 4    | El volcán no da tregua                             | 30 de setembre de 2021 | 609 000   | 7,0%                    |
| 5    | El blackout de internet y el tabú del suicidio     | 7 d'octubre de 2021    | 509 000   | 5,9%                    |
| 6    | ¿Qué hay de verdad en el mundo digital?            | 14 d'octubre de 2021   | 609 000   | 7,0%                    |
| 7    | Más allá del juego del calamar                     | 21 d'octubre de 2021   | 629 000   | 7,3%                    |
| 8    | El gran apagón                                     | 28 d'octubre de 2021   | 734 000   | 8,2%                    |
| 9    | El asesino de Logroño                              | 4 de novembre de 2021  | 620 000   | 6,9%                    |
| 10   | TikTok: Señal de socorro                           | 11 de novembre de 2021 | 574 000   | 6,6%                    |
| 11   | El oro del segle xxi                               | 18 de novembre de 2021 | 591 000   | 6,6%                    |
| 12   | ¿Para qué sirve el pasaporte COVID?                | 25 de novembre de 2021 | 596 000   | 6,3%                    |
| 13   | Ómicron, la nueva variante COVID                   | 2 de desembre de 2021  | 551 000   | 6,0%                    |
| 14   | Los desaparecidos de China                         | 9 de desembre de 2021  | 611 000   | 6,6%                    |
| 15   | Ciberdelicuentes y suplantaciones de identidad     | 16 de desembre de 2021 | 719 000   | 7,8%                    |
| 16   | Ola de contagios por Omicron                       | 23 de desembre de 2021 | 793 000   | 7,6%                    |
| 17   | COVID-19: ¿El principio del fin?                   | 30 de desembre de 2021 | 748 000   | 7,3%                    |
| 18   | ¿Qué consecuencias tendrá la vuelta al cole?       | 13 de gener de 2022    | 688 000   | 7,3%                    |
| 19   | Entrevista con Alina Chan                          | 20 de gener de 2022    | 876 000   | 8,8%                    |
| 20   | La verdad de lo sucedido en Ucrania                | 27 de gener de 2022    | 780 000   | 8,8%                    |
| 21   | La manipulación digital de la sociedad             | 4 de febrer de 2022    | 696 000   | 7,7%                    |
| 22   | El decálogo de los Trinitarios                     | 10 de febrer de 2022   | 822 000   | 9,3%                    |
| 23   | El caso del parricidio de Elche                    | 17 de febrer de 2022   | 683 000   | 7,3%                    |
| 24   | Las claves de la guerra entre Rusia y Ucrania (I)  | 24 de febrer de 2022   | 974 000   | 10,2%                   |
| 25   | Las claves de la guerra entre Rusia y Ucrania (II) | 3 de març de 2022      | 1 012 000 | 10,8%                   |
| 26   | Lo que no se puede contar de la guerra             | 10 de març de 2022     | 909 000   | 10,1%                   |
| 27   | El interior de las viviendas bombardeas en Ucrania | 17 de març de 2022     | 788 000   | 8,5%                    |
| 28   | El grave peligro de la guerra de Ucrania           | 24 de març de 2022     | 763 000   | 8,5%                    |
| 29   | Wali, el francotirador                             | 31 de març de 2022     | 822 000   | 9,0%                    |
| 30   | Bucha: ¿Realidad o montaje?                        | 7 d'abril de 2022      | 677 000   | 7,3%                    |
| 31   | Alerta por hepatitis infantil                      | 21 d'abril de 2022     | 474 000   | 5,0%                    |
| 32   | La revolución de Twitter                           | 5 de maig de 2022      | 521 000   | 5,6%                    |
| 33   | El dron Thales Fulmar                              | 12 de maig de 2022     | 448 000   | 5,0%                    |
| 34   | La primera audiencia OVNI en 50 años               | 19 de maig de 2022     | 533 000   | 6,4%                    |
| 35   | Davos, el lugar donde se dibuja el mundo futuro    | 26 de maig de 2022     | 584 000   | 6,8%                    |
| 36   | Crónica del caos en Saint-Denis                    | 2 de juny de 2022      | 544 000   | 6,4%                    |
| 37   | ¿Por qué no enjevece la comida que tomamos?        | 9 de juny de 2022      | 437 000   | 5,1%                    |
| 38   | ¿Inteligencia artificial sin sentimientos?         | 16 de juny de 2022     | 411 000   | 4,9%                    |
| 39   | Los horrores del comercio ilegal de sangre animal  | 23 de juny de 2022     | 411 000   | 5,1%                    |
| 40   | La crónica de lo sucedido en Melilla               | 30 de juny de 2022     | 425 000   | 5,0%                    |
| 41   | La transexualidad en el deporte                    | 7 de juliol de 2022    | 368 000   | 4,6%                    |
| 42   | Fentanilo, la droga que destroza EE.UU.            | 14 de juliol de 2022   | 390 000   | 5,1%                    |

#### Tercera temporada
| Núm | Títol                                          | Data d'emisdió         | Audiència | Percentatge d'audiència |
| --- | ---------------------------------------------- | ---------------------- | --------- | ----------------------- |
|     |                                                |                        |           |                         |
| 43  | Muere Isabel II, Reina de Inglaterra           | 8 de setembre de 2022  | 426 000   | 5,6%                    |
| 44  | ¿Qué hacer si roban mientras estamos en casa?  | 15 de setembre de 2022 | 495 000   | 6,5%                    |
| 45  | Lecciones contra el acoso escolar              | 22 de setembre de 2022 | 501 000   | 6,4%                    |
| 46  | La escalada de violencia en Barcelona          | 30 de setembre de 2022 | 418 000   | 5,5%                    |
| 47  | Las bandas latinas, desde dentro               | 6 d'octubre de 2022    | 405 000   | 5,5%                    |
| 48  | En la 'Modelo' de Barcelona                    | 13 d'octubre de 2022   | 536 000   | 6,7%                    |
| 49  | Tras la pista de Dhabia B                      | 20 d'octubre de 2022   | 435 000   | 5,6%                    |
| 50  | La ecoansiedad                                 | 27 d'octubre de 2022   | 449 000   | 5,8%                    |
| 51  | El nuevo Twitter de Elon Musk                  | 3 de novembre de 2022  | 482 000   | 6,2%                    |
| 52  | Ambulancias del futuro y cambio climático      | 10 de novembre de 2022 | 402 000   | 5,2%                    |
| 53  | La ley del 'solo es sí es sí'                  | 17 de novembre de 2022 | 455 000   | 5,7%                    |
| 54  | El incremento de las muertas súbitas en España | 24 de novembre de 2022 | 471 000   | 5,8%                    |
| 55  | La ley animal, a analis                        | 1 de desembre de 2022  | 496 000   | 5,9%                    |
| 56  | Planeo de Golpe de Estado en Alemania          | 8 de desembre de 2022  | 423 000   | 5,2%                    |
| 57  | El 'Gordo' perfecto                            | 15 de desembre de 2022 | 488 000   | 5,8%                    |

     Programa líder en la seva franja horària (prime-time i late-night).
     Rècord històric d'audiència.